# A.T.O.M.
A.T.O.M.(Alpha Teens on Machines) är en fransk-amerikansk animerad TV-serie. Serien handlar om tonåringarna Axel, King, Hawk, Lioness och Shark om deras äventyr.